# Clairac
Clairac is een gemeente in het Franse departement Lot-et-Garonne (regio Nouvelle-Aquitaine). De plaats maakt deel uit van het arrondissement Marmande. Clairac telde op 1 januari 2022 2.576 inwoners.

## Geschiedenis

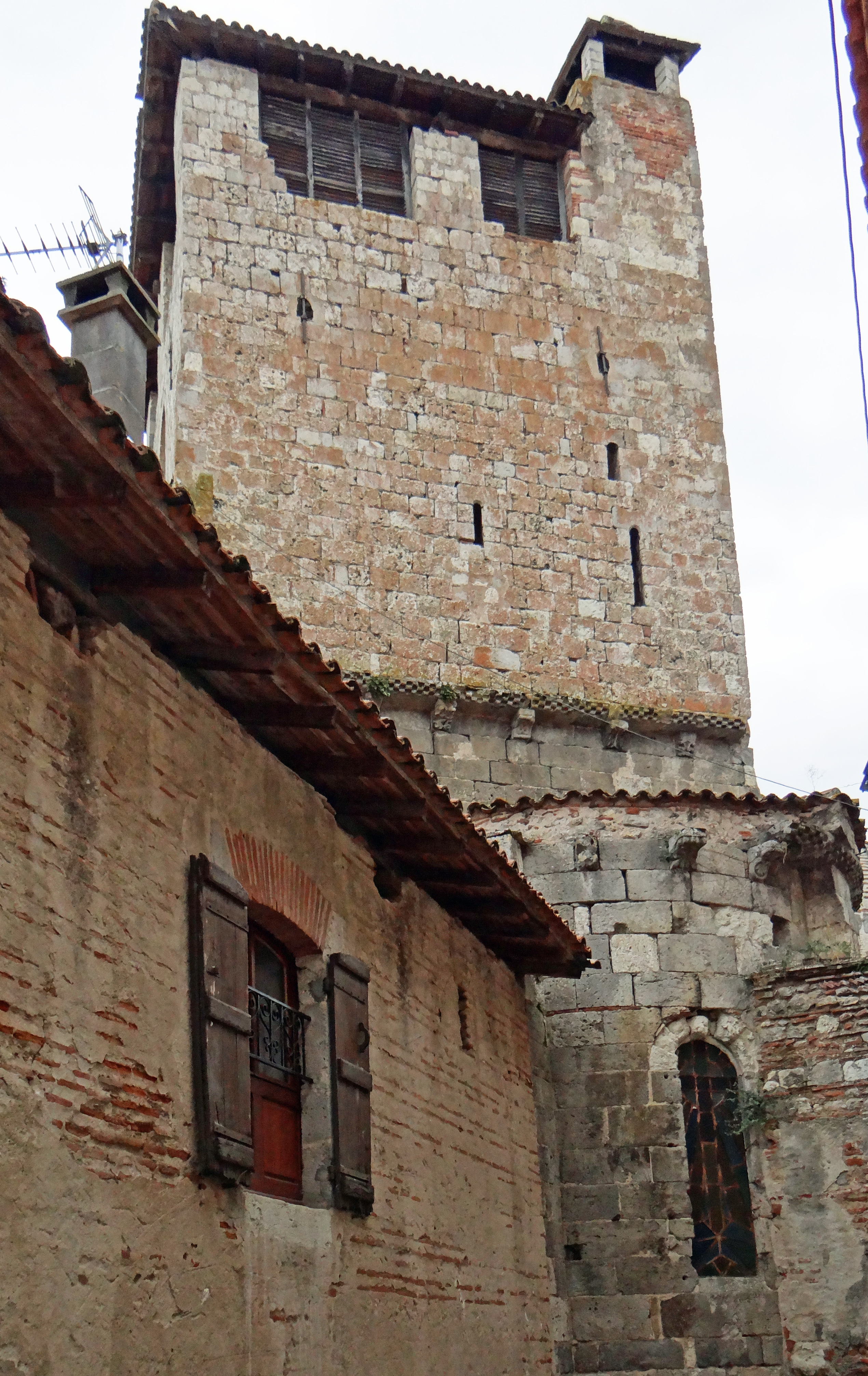
De kerk Saint-Pierre-ès-Liens, de voormalige abdijkerk

De benedictijner abdij van Clairac was een van de meest prestigieuze van Agenais. De oudste bronnen over de abdij stammen uit de 11e eeuw maar mogelijk gaat ze terug tot het midden van de 8e eeuw. De abdij werd rijk door de wijnhandel en het transport over de Lot. Ze bezat talrijke landgoederen in de vallei van de Lot en was betrokken bij stichtingen van verschillende bastides (Laparade, Granges, Nicole). De abdij had erg te lijden onder de Honderdjarige Oorlog en de Hugenotenoorlogen. In 1530 werd Gérard Roussel, een vriend van Johannes Calvijn en de protestantse ideeën genegen, abt van de abdij. Een volgende abt, Geoffroy de Caumont, brak volledig met het katholieke geloof en trouwde in 1568 in de abdijkerk. De abdij werd opgeheven en de abdijkerk werd parochiekerk.
In de 16e eeuw kreeg de stad een omwalling met bastions. De protestantse stad weerstond enkele belegeringen tijdens die eeuw. Op 4 augustus 1621 na een beleg van 12 dagen werd de stad, in handen van de protestanten, veroverd door het leger van koning Lodewijk XIII. Hij liet daarna de stadsomwalling afbreken. Nadat het Edict van Nantes dat vrijheden aan protestanten verleende, was ingetrokken in 1685 werd de protestantse kerk van Clairac afgebroken. Een deel van de protestanten verliet de stad. Pas in 1853 werd een nieuwe protestantse kerk opgericht.
Clairac bleef een belangrijke rivierhaven waar onder andere wijn, tabak en pruimen werden verscheept. In de 19e eeuw kwam er een eerste brug over de Lot en werd het viaduct van Clairac gebouwd. Naast landbouw kwam er ook enige industrie in de stad. De wijnbouw werd aan het einde van de 19e eeuw zwaar getroffen door de druifluis.

## Toerisme
Clairac heeft een authentieke stadskern met diverse pleinen en bijzondere oude gebouwen, waaronder de resten van de voormalige abdij. 
De gemeente heeft een strand aan de Lot ingericht.  

## Geografie
De oppervlakte van Clairac bedroeg op 1 januari 2022 33,78 vierkante kilometer; de bevolkingsdichtheid was toen 76,3 inwoners per km².
De Lot stroomt door de gemeente. Het oude centrum ligt op de noordelijke oever; op de zuidelijke oever ligt de wijk Longueville.

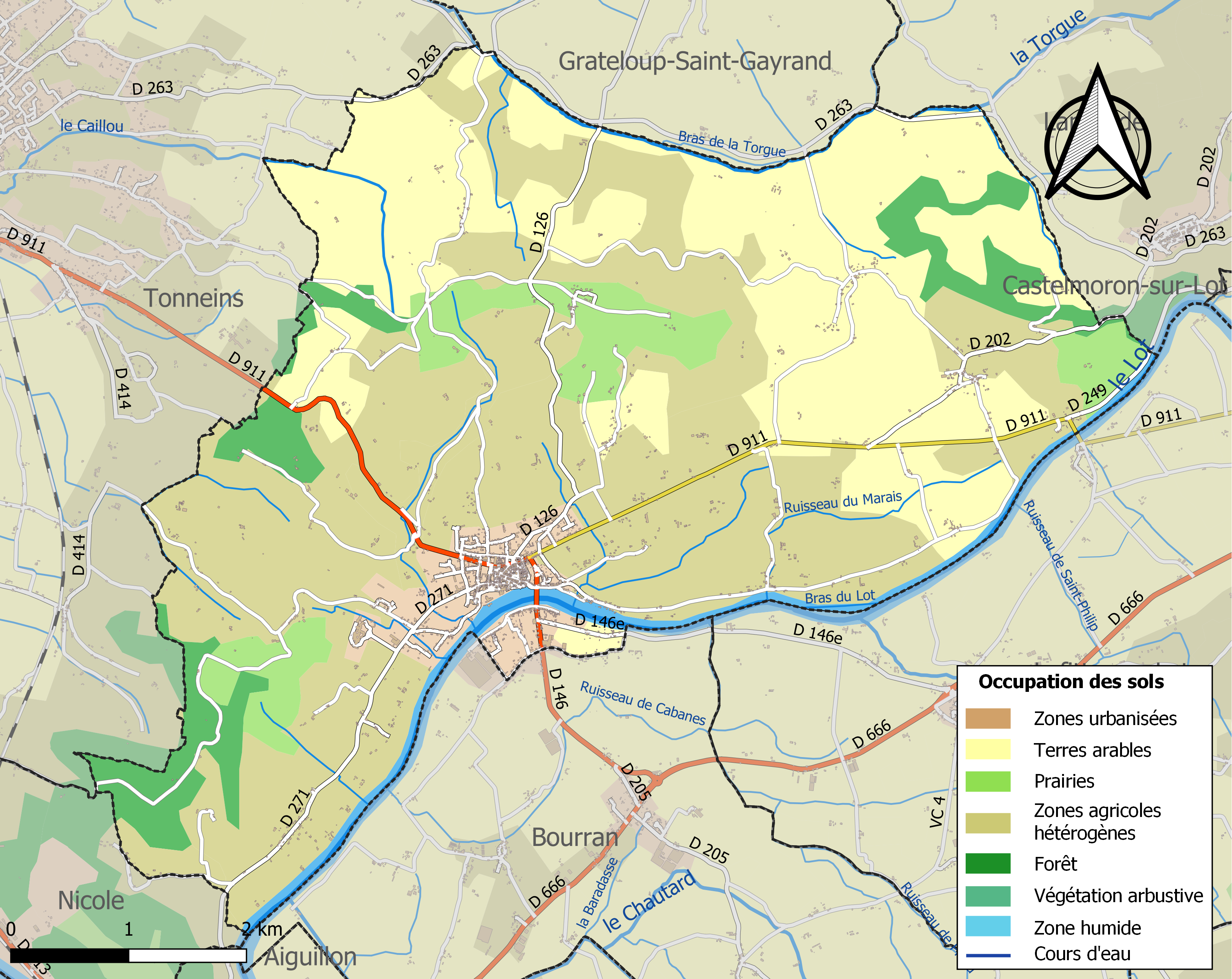
Kaart van de gemeente met de belangrijkste infrastructuur, bodemgebruik en omliggende gemeenten

## Demografie
Tijdens het interbellum was er immigratie vanuit Noord-Italië.
Onderstaande figuur toont het verloop van het inwonertal (bron: INSEE-tellingen).